# Туник Сергій
Сергій Туник (30 січня 1959, Іркутськ — 12 червня 1981, Сімферополь) — радянський футболіст, який грав на позиції захисника та півзахисника. Відомий за виступами у складі сімферопольської «Таврії» у вищій лізі СРСР.

## Клубна кар'єра
Сергій Туник народився в Іркутську. Розпочав виступи на футбольних полях у 1975 році в місцевій команді другої ліги СРСР «Авіатор», яку за рік перейменували в «Зірку». У 18 років він став одним із основних гравців захисної ланки команди. У 1981 році Туник отримав запрошення до команди вищої ліги СРСР «Таврія» з Сімферополя. У травні Сергій Туник дебютував у вищій лізі, зіграв у складі команди 8 матчів. Проте у червні 1981 року Туник разом із Олександром Бережним та Віктором Корольовим потрапили в автомобільну аварію, в якій Туник загинув, а Корольов отримав важкі травми внутрішніх органів, від наслідків яких помер у 1982 році.